# Envelope

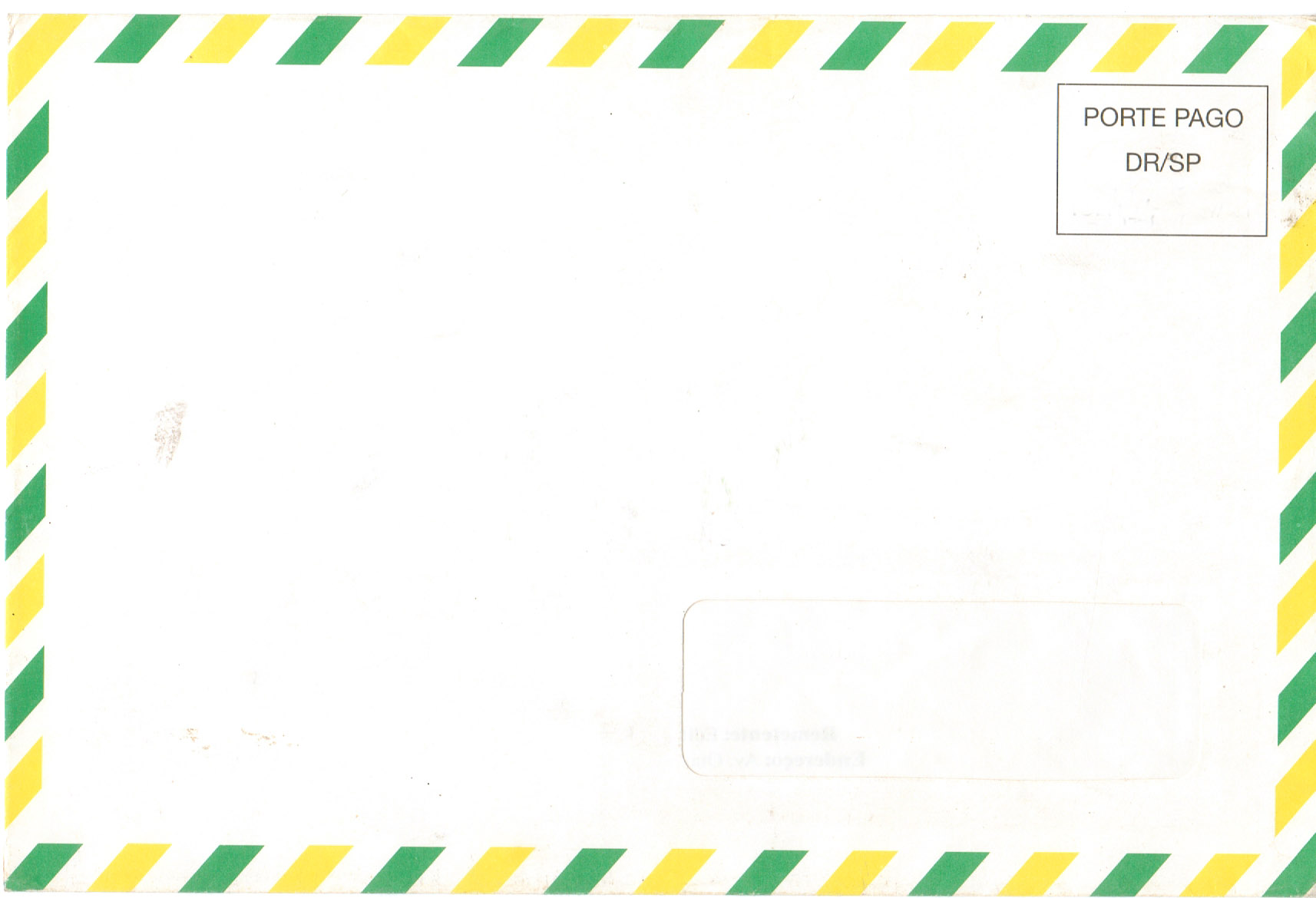
Modelo de envelope brasileiro ornamentado com as cores do País

Um envelope ou sobrescrito é uma coberta de papel ou outro material para guardar cartas, documentos ou impressos de qualquer outra natureza para enviar pelos correios. O envelope é feito de forma para que possa se colocar as informações referentes ao destinatário (na frente do envelope, lado sem aba) e ao remetente (atrás do envelope, lado com aba). Por isso a parte  frontal é lisa, com as dobras do papel sempre para trás. 
Comumente a cultura de cada país adota envelopes com bordas nas principais cores nacionais. No Brasil, por exemplo, o padrão principal é o modelo de envelope com bordas nas cores amarelo e verde alternadas sobre o branco de uso precípuo para correspondências internacionais. Outras observações também caracterizam o modelo brasileiro como envelope cartão-postal, devido a ornamentação conferida pelas cores da borda.